# Generalleutnant

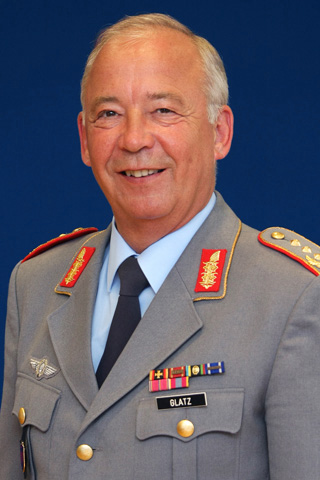
Generalleutnant der Bundeswehr Rainer Glatz (2009)

Generalleutnant (NATO-Code OF-8, englisch lieutenant general) ist ein militärischer Dienstgrad für Soldaten der Bundeswehr und des Bundesheeres sowie weiterer moderner und früherer Streitkräfte. In einigen weiteren Streitkräften wie der Schweizer Armee werden vergleichbare Dienstgrade als Korpskommandant oder ähnlich bezeichnet.

## Etymologie
Die Bezeichnung „Generalleutnant“ (auch die entsprechenden, ähnlich- oder gleichlautenden englischen und anderssprachigen Bezeichnungen) setzt sich aus den Begriffen „General“ und „Leutnant“ (der französischen Wortherkunft nach in etwa „Stellvertreter“ bedeutend) zusammen. Der Generalleutnant war also ursprünglich der Stellvertreter des ranghöheren Generals. In der Tat wurde als Generalleutnant im 16. und 17. Jahrhundert der den römisch-deutschen Kaiser im Frieden vertretende höchste Offizier bezeichnet. Er war mit weitgehenden militärischen Vollmachten sowie mit großen politischen Vollmachten ausgestattet. Er war daher oft mehr als „nur“ ein militärischer Oberbefehlshaber. Im Kriegsfall war der Generalleutnant der Stellvertreter des Höchstkommandierenden. In der Reichsarmee des Heiligen Römischen Reiches war dies häufig der Kaiser selbst, der dann entsprechend als oberster Kriegsherr den Titel General führte. Noch die Kriegsverfassung des Deutschen Bundes von 1821/22 bestimmte, einen Generalleutnant als Stellvertreter des Oberbefehlshabers zu wählen. Nach ganz ähnlichem Muster ist die Dienstgradbezeichnung Vizeadmiral gebildet, der im Wortsinn als Stellvertreter eines Admirals in vielen Streitkräften das Äquivalent der Seestreitkräfte zum Generalleutnant ist.
Da die Dienstgradabzeichen eines Generalleutnants in vielen Streitkräften, darunter die Bundeswehr oder die Streitkräfte der Vereinigten Staaten, häufig drei Sterne zeigen, wird der Generalleutnant umgangssprachlich häufig auch als „Dreisternegeneral“ bezeichnet.

## Bundeswehr
Der Dienstgrad Generalleutnant wird mit der Anordnung des Bundespräsidenten über die Dienstgradbezeichnungen und die Uniform der Soldaten auf Grundlage des Soldatengesetzes festgesetzt.

### Befehlsgewalt und Dienststellungen
In der Bundeswehr ist der Generalleutnant ein Offiziersdienstgrad, der gemäß der Zentralen Dienstvorschrift (ZDv) A-1420/24 „Dienstgrade und Dienstgradgruppen“ zur Dienstgradgruppe der Generale zählt. Aufgrund dieser Zugehörigkeit können Soldaten im Dienstgrad Generalleutnant auf Grundlage des § 4 („Vorgesetztenverhältnis auf Grund des Dienstgrades“) der Vorgesetztenverordnung innerhalb der dort gesetzten Grenzen Soldaten der Dienstgradgruppen Mannschaften, Unteroffizieren ohne und mit Portepee, Leutnanten, Hauptleuten und Stabsoffizieren Befehle erteilen.
Generalleutnante dienen – wie die meisten Generale – in der Regel nicht in der „kämpfenden“ Truppe als militärische Führer. Typisch sind Verwendungen in leitenden Funktionen als Abteilungsleiter im Ministerium oder in Einrichtungen der NATO. Der Stellvertreter des Generalinspekteurs der Bundeswehr ist Generalleutnant. Im Bundesministerium der Verteidigung werden mit Stand Februar 2024 die Abteilungen Cyber/Informationstechnik, Planung, Einsatzbereitschaft und Unterstützung Streitkräfte, Militärstrategie, Einsatz und Operationen  sowie Personal von Generalleutnanten geleitet. Im NATO-Militärausschuss ist der Deutsche Militärische Vertreter ein Generalleutnant. Die im Einsatz besonders geforderten nationalen Dienststellen Einsatzführungskommando der Bundeswehr, Territoriales Führungskommando, Zentrum Luftoperationen, Luftwaffentruppenkommando und Multinationales Kommando Operative Führung werden ebenfalls von Befehlshabern bzw. Kommandeuren im Dienstgrad Generalleutnant geführt. Generalleutnante sind als Inspekteur des Heeres, der Luftwaffe sowie der Streitkräftebasis und des Cyber- und Informationsraums direkt dem Generalinspekteur für die Einsatzbereitschaft ihres militärischen Organisationsbereichs verantwortlich. Ihre Stellvertreter sind ebenfalls Generalleutnante; im Kommando Heer ist dieser gleichzeitig „Kommandeur Einsatz“. In den aufgezählten militärischen Organisationsbereichen ist der Generalleutnant der höchste erreichbare Dienstgrad. Einige wenige Generalleutnante werden als militärische Führer von Großverbänden eingesetzt. Typisch ist die Verwendung als Kommandierender General eines multinationalen Korps, die heute aber eher Einsatzführungsstäbe statt klassischer Großverbände sind. Aufgrund der geschilderten und ähnlicher Dienststellungen können Soldaten im Dienstgrad Generalleutnant in den in der Vorgesetztenverordnung aufgezählten Fällen allen dienstlich oder fachlich unterstellten Soldaten Befehle erteilen. Kommandeure und Befehlshaber sind gemäß Wehrdisziplinarordnung als Einheitsführer Disziplinarvorgesetzter der ihnen truppendienstlich unterstellten Soldaten.

### Ernennung, Besoldung und Altersgrenze
Gesetzliche Grundlagen für die Ernennung zum Generalleutnant setzt die Soldatenlaufbahnverordnung (SLV) und ergänzend die Zentrale Dienstvorschrift (ZDv) 20/7. Im Detail sind die Laufbahnen dort aber nur bis zum Dienstgrad Oberst reglementiert. Die Ernennung zum Generalleutnant ist dagegen im Wesentlichen eine vom Dienstherrn aufgrund der Eignung, Befähigung und Leistung des Soldaten zu treffende Entscheidung, die kaum weiteren Voraussetzungen unterliegt. Zum Generalleutnant werden in der Praxis üblicherweise nur Berufsoffiziere ernannt. Nach der Soldatenlaufbahnverordnung gilt sinngemäß, dass die Dienstgrade in der Anordnung des Bundespräsidenten beschriebenen Reihenfolge regelmäßig durchlaufen werden sollten und eine Mindestdienstzeit im vorangehenden Dienstgrad von mindestens einem Jahr die Regel sein sollte; in der Praxis war ein Generalleutnant zuvor mehrere Jahre Generalmajor. Regelmäßig haben die meisten Generalleutnante den Lehrgang Generalstabs-/Admiralstabsdienst an der Führungsakademie der Bundeswehr absolviert.
Generalleutnante werden nach der Bundesbesoldungsordnung (BBesO) mit B 9 besoldet. Gemäß Personalhaushalt des Einzelplanes 14 (2023) sind 26 Planstellen für die Soldaten der Besoldungsgruppe B 9 vorgesehen. Davon entfallen sechs auf das Bundesministerium der Verteidigung und 20 auf die Streitkräfte (nachgeordneter militärischer Bereich).
Als besondere Altersgrenze für Generalleutnante wurde die Vollendung des 62. Lebensjahres festgesetzt.

### Dienstgradabzeichen
Das Dienstgradabzeichen für Generalleutnante zeigt goldenes Eichenlaub und drei goldene Sterne als Schulterabzeichen. Die Unterlagen der Schulterklappen (bei Heeresuniformträgern entsprechend auch die Flachlitzen) sind hochrot.

### Äquivalente, nach- und übergeordnete Dienstgrade
Den Dienstgrad Generalleutnant führen nur Heeres- und Luftwaffenuniformträger. Marineuniformträger (außer Sanitätsoffiziere) derselben Rangstufe führen den Dienstgrad Vizeadmiral. Die ranggleichen Sanitätsoffizierdienstgrade sind die nach Uniformträgerbereich unterschiedlich lautenden Dienstgrade Generaloberstabsarzt bzw. Admiraloberstabsarzt (erste Dienstgradbezeichnung für Heeres- und Luftwaffenuniformträger; letzte Dienstgradbezeichnung für Marineuniformträger). In den Streitkräften der NATO ist der Generalleutnant zu allen Dienstgraden mit dem NATO-Rangcode OF-8 äquivalent.
Im Sinne der ZDv 14/5 und der Anordnung des Bundespräsidenten ist der Generalleutnant über dem rangniedrigeren Generalmajor bzw. Konteradmiral und unter dem ranghöheren General bzw. Admiral eingeordnet. Die zum Generalmajor ranggleichen Sanitätsoffizierdienstgrade sind der Generalstabsarzt bzw. der Admiralstabsarzt. (Erste Dienstgradbezeichnung jeweils für Heeres- und Luftwaffenuniformträger; letzte Dienstgradbezeichnung jeweils für Marineuniformträger.)
| Offizierdienstgrad |                                                                       |                    |
| Niedrigerer Dienstgrad |                                                                       | Höherer Dienstgrad |
| Generalmajor Konteradmiral Generalstabsarzt Admiralstabsarzt                                                                    | Generalleutnant Vizeadmiral Generaloberstabsarzt Admiraloberstabsarzt | General Admiral    |
| Dienstgradgruppe: Mannschaften – Unteroffiziere o.P. – Unteroffiziere m.P. – Leutnante – Hauptleute – Stabsoffiziere – Generale |                                                                       |                    |

## Bundesheer
Im Bundesheer ist der Generalleutnant der zweithöchste Dienstgrad. Von 1980 bis 2002 hieß dieser Dienstgrad nach Schweizer Vorbild „Korpskommandant“ (Kkdt). Die seither gültigen Dienstgrade traten mit 1. Dezember 2002 in Kraft.

Generalleutnant
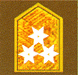
Feldanzug Bundesheer
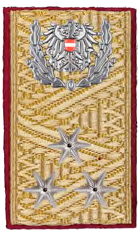
Aufschubdistinktion Bundespolizei

| Niedrigerer Dienstgrad Generalmajor                                                                                  | Dienstgrad Generalleutnant | Höherer Dienstgrad General |
| Einordnung: Rekruten – Chargen – Unteroffiziere – Offiziere Alle Dienstgrade auf einen Blick: Bundesheer-Dienstgrade |                            |                            |

## Schweizer Armee
In der Schweizer Armee ist der Grad des Korpskommandanten mit dem deutschen Generalleutnant vergleichbar.

## Französische Streitkräfte

Général de corps d’armée

In den französischen Streitkräften ist der Dienstgrad Général de corps d’armée mit dem deutschen Generalleutnant vergleichbar. Der Général de corps d’armée rangiert über dem Général de division und unter dem „Général d’armée“.
Entsprechend der Dienstgradbezeichnung führt der Generalleutnant ein corps d’armée (deutsch: Armeekorps).
Der Lieutenant-général war im Frankreich des Ancien Régime hingegen ein Titel, jedoch kein militärischer Rang. Er wurde von mehreren höheren Offizieren geführt.
Am 25. Februar 1793 wurde der Lieutenant-général zu einem regulären Dienstgrad gemacht. Es betraf einen Général de division in seiner Eigenschaft als Kommandeur eines Armeekorps. Von König Ludwig XVIII. am 16. März 1814 wieder abgeschafft, wurde er von Napoleon während der Herrschaft der Hundert Tage erneut eingeführt und überdauerte bis 1848. Am 28. Februar des gleichen Jahres wurde er wieder zum Général de division, für den Kommandeur eines Armeekorps wurde der Rang „Général de corps d’armée“ eingeführt.

## Verteidigungskräfte Osttimors

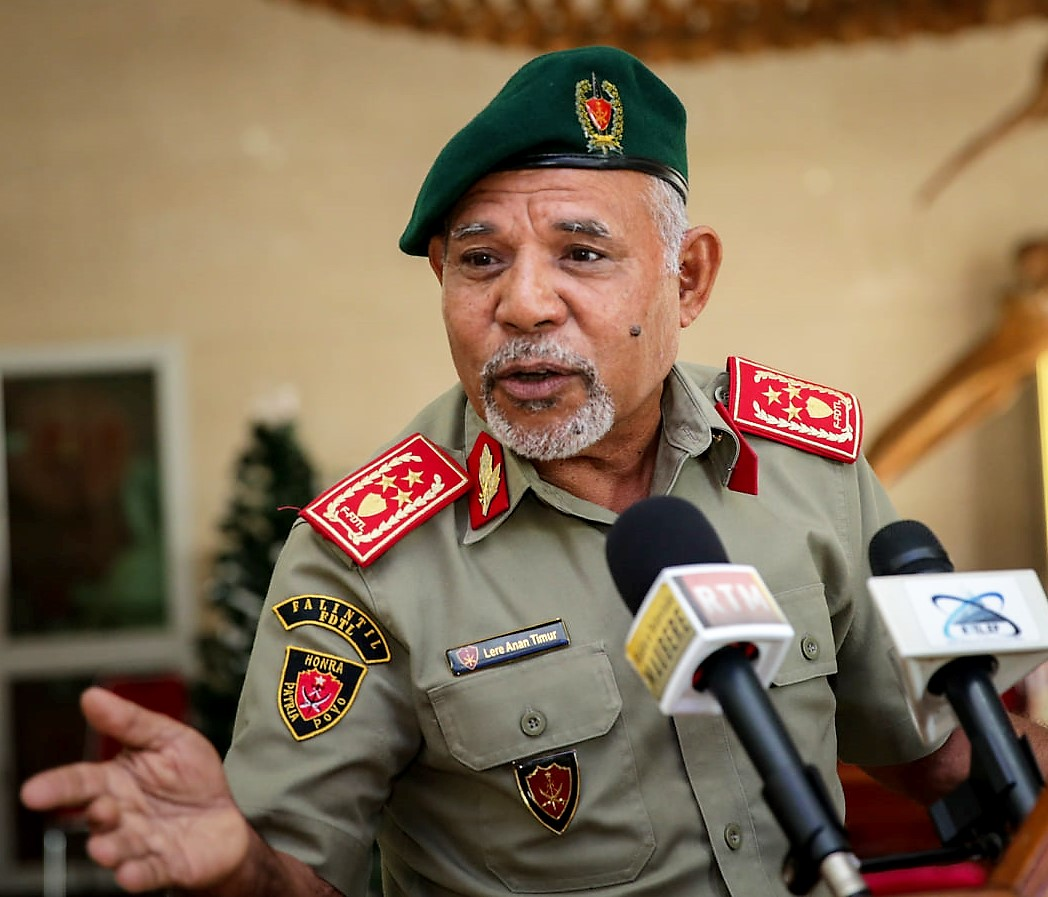
Generalleutnant Lere Anan Timur (2022)

In den Verteidigungskräften Osttimors (F-FDTL) hatte als Erster der militärische Oberbefehlshaber Lere Anan Timur seit 2015 den Rang eines Generalleutnants inne. Sein Nachfolger Falur Rate Laek erhielt den Rang zusammen mit der Ernennung zum neuen Oberbefehlshaber 2022.

## Russische Streitkräfte
Die Streitkräfte der Russischen Föderation haben den General-leitenant (kyrillisch: генера́л-лейтена́нт) im Jahre 1991 aus den Streitkräften der Sowjetunion übernommen. Der russische Generalleutnant entspricht dem NATO-Rangcode OF-7. Daher ist er nur phonetisch, nicht aber funktional mit dem deutschen Generalleutnant vergleichbar, da er ein 2-Sterne-General ist, so wie der Generalleutnant in der Wehrmacht im Dritten Reich und der Generalleutnant in der Nationalen Volksarmee (NVA) in der DDR vor der Deutschen Wiedervereinigung am 3. Oktober 1990, wohingegen der Generalleutnant in der Bundeswehr ein 3-Sterne-General ist entsprechend dem NATO-Rangcode OF-8.
Rangabzeichen Generalleutnant Russland

Heer – Paradeuniform, Sowjetarmee, Streitkräfte der UdSSR und Russische Streitkräfte ab 2010.
Luftwaffe – Paradeuniform, Sowjetarmee, Streitkräfte der UdSSR und Russische Streitkräfte ab 2010.
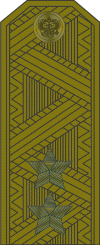
Felddienstanzug, Russische Streitkräfte 1994–2010.
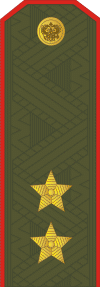
Heer – Uniform Grundform, Russische Streitkräfte 1994–2010
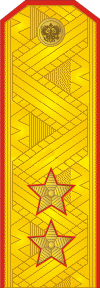
Schulterstück Paradeuniform 1994–2010.
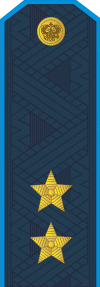
Luftwaffe – Uniform Grundform, Russische Streitkräfte 1994–2010
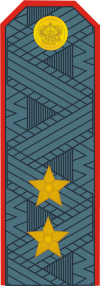
GenLt (OF7) Polizei der Russischen Föderation – Schulterstück Uniform Grundform.
Heer – Uniform Grundform, Russische Streitkräfte ab 2010.
Luftwaffe – Uniform Grundform, Russische Streitkräfte ab 2010.
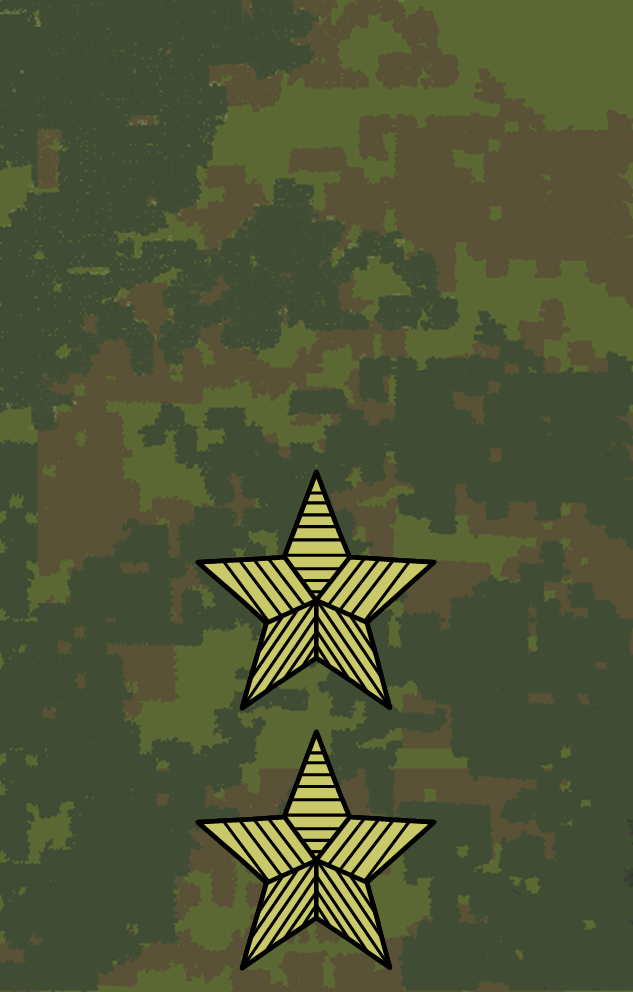
Felddienstanzug, Russische Streitkräfte ab 2010.

## Streitkräfte der Vereinigten Staaten
In der US Army, der US Air Force, der US Space Force und im US Marine Corps ist der Dienstgrad Lieutenant General mit dem deutschen Generalleutnant vergleichbar, obwohl dieser Dienstgrad nicht dauerhaft verliehen wird. Der höchste Dienstgrad, zu dem ein Offizier in den Streitkräften der Vereinigten Staaten regulär befördert werden kann, ist der des Major Generals. Alle höheren Dienstgrade können nur durch eine Nominierung für einen Dienstposten erreicht werden. Der zukünftige Lieutenant General muss für einen bestimmten Dienstposten vom Präsidenten nominiert und vom Senat mit einfacher Mehrheit bestätigt werden. Die Verwendung auf dem Dienstposten beträgt im Regelfall drei Jahre. Voraussetzung ist mindestens der Dienstgrad Brigadier General. Nach der vorgesehenen Dienstzeit auf dem Dienstposten wird für den Offizier entweder die Nominierung verlängert, er wird für einen neuen Dienstposten mit dem Dienstgrad Lieutenant General oder des höherwertigen Dienstgrades General vorgeschlagen oder er geht in den Ruhestand. Die früher durchaus übliche Praxis in den Dienstgrad eines Major General zurückzukehren, wird heutzutage nicht mehr durchgeführt.
In der Hierarchie steht der Lieutenant General über dem Major General und unter dem General. Die US-Soldstufe ist O-9. Der NATO-Rangcode ist OF-8. Ein Lieutenant General führt bei Bedarf operativ als größten Kampfverband der US Army ein Korps mit zwei oder mehr Divisionen. Ansonsten wird ein Lieutenant General als Kommandeur oder dessen Stellvertreter in Regionalkommandos und hohen Funktionalkommandos eingesetzt.
Rangabzeichen Lieutenant General US-amerikanische Streitkräfte

Schulterstück U.S. Army
Schulterstück U.S. Air Force und U.S. Space Force
Schulterstück U.S. Marine Corps

## Verwendung in der Vergangenheit

### Reichsarmee des Heiligen Römischen Reiches
In der Reichsarmee des Heiligen Römischen Reiches war Reichsgeneralleutnant zeitweise der höchste militärische Rang. Das militärische Oberkommando über die Reichsarmee führte nominell der Kaiser selbst. De facto fungierte ein Reichsgeneralleutnant als sein Stellvertreter (= Leutnant), später ein Reichsgeneralfeldmarschall. Dieser konnte in der Praxis nur von Kaiser und Reichstag gemeinsam ernannt werden, da eine eindeutige Bestimmung niemals wirklich erfolgte. Wegen der auf dem Reichstag 1555 zu Augsburg beschlossenen Parität wurden daher jeweils ein katholischer und ein evangelischer Reichsgeneralleutnant bzw. Reichsgeneralfeldmarschall ernannt.

### Preußische Armee
Im Laufe des 17. Jahrhunderts entwickelte sich in Preußen der Generalleutnant zu einem Dienstgrad unter dem General und seit Ende des 18. Jahrhunderts zum Kommandeur einer Division. Bis 1918 führte er das Prädikat Exzellenz.

### Reichsheer, Reichswehr und Wehrmacht
Mit der Reichsgründung 1871 wurden die Dienstgrade des preußischen Heeres auf das Reichsheer übertragen, die später von Reichswehr und Wehrmacht übernommen wurden. Eine typische Führungsverwendung für einen Generalleutnant war die eines Divisionskommandeurs. Der Generalleutnant der Wehrmacht ist in seiner Stellung in der heutigen Rangordnung mit dem Generalmajor vergleichbar.

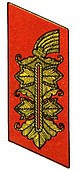
Arabeske links (Heer)
Schulterstück (Heer)
Tarnanzug
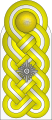
Schulterstück (Luftwaffe)
Kragenspiegel (Luftwaffe)
Fliegerbluse (Luftwaffe)

| Dienstgrad              |                               |                  |
| niedriger: Generalmajor | Generalleutnant (Vizeadmiral) | höher: General … |

### Nationale Volksarmee
In der Nationalen Volksarmee und den anderen bewaffneten Organen der Deutschen Demokratischen Republik war der Generalleutnant (GenLtn auch GL) der dritthöchste Generalsrang (auch: Zweisterne-General) der in der höchsten Gruppe der Offiziersdienstgrade. In der Volksmarine war das Äquivalent zum Generalleutnant der Vizeadmiral.

Gemäß NATO-Rangcode war der Generalleutnant mit OF-7 eingestuft und entsprach damit dem Generalmajor der Bundeswehr.
Waffenfarben
- LaSK = Hochrot (auch MfS und ZV)
- LSK/LV = Himmelblau
- Grenztruppen = Grün

| Dienstgrad              |                              |                      |
| niedriger: Generalmajor | Generalleutnant(Vizeadmiral) | höher: Generaloberst |

### Rote Armee
In der Roten Armee der Sowjetunion wurden am 7. Mai 1940 die Generalsränge wieder eingeführt. Der phonetisch dem deutschen Generalleutnant ähnelnde Dienstgrad General-leitenant (kyrillisch: Гнера́л-лейтена́нт) trat an die Stelle des KomDiw. Generalleutnant war der zweitniedrigste Dienstgrad in der Gruppe der Generale.